# کلب لیساندر هاو
کلب لیساندر هاو (انگلیسی: Caleb Lysander Howe؛ ۲۳ سپتامبر ۱۸۱۰ – ۱۴ مارس ۱۸۹۶) عکاس اهل ایالات متحده آمریکا بود. 

## اوایل زندگی و تحصیلات
هاو در دامرستون، ورمونت متولد شد. او پسر کالب و سوفیا شلدون هاو بود. خانواده او در جوانی به دوور، ورمانت نقل مکان کردند.

## حرفه
هاو حرفه خود را به عنوان یک کشاورز آغاز کرد. او حدود سال‌های ۱۸۳۰ تا ۱۸۴۹ به عنوان جواهرساز و ساعت‌ساز در دوور و بعدها در براتلبورو، ورمونت، جایی که برای کار در یک کارگاه ماشین‌آلات نقل مکان کرده بود، مشغول به کار شد. هاو به دوور بازگشت و با کشاورزی و تدریس آواز در زمستان، امرار معاش می‌کرد.
او با یک عکاس دوره‌گرد داگرئوتیپ آشنا شد که در سال ۱۸۵۲ استودیویی موقت در نزدیکی مزرعه هاو برپا کرده بود. هاو کسب و کار عکاس را به قیمت سیصد دلار خرید و حرفه عکاسی را آغاز کرد. عکاس دوره‌گر به اندازه کافی آنجا نماند تا فرآیند کار را به هاو آموزش دهد، بنابراین مجبور شد با عکاسان دیگر صحبت کند، از جمله  برای یادگیری نحوه چاپ عکس به بوستون سفر کرد.
هاو به عنوان یک عکاس سیار کار می‌کرد و موقتاً یک گالری در نورث آدامز، ماساچوست، برپا کرده بود. او سال بعد به براتلبورو بازگشت، زیرا نورث آدامز به دلیل کارهایی که در نزدیکی تونل هوساک انجام می‌شد، «جمعیتی را تشکیل می‌داد که برای حرفه عکاسی جذابیتی نداشتند». هاو به شهرستان‌های ویندهام و بنینگتن در ورمونت و همچنین بخش‌هایی از نیوهمپشایر سفر کرد و برای راه‌اندازی یک استودیو، یک یا دو هفته توقف داشت.

## درگذشت و میراث
هاو در ۱۴ مارس ۱۸۹۶، پس از یک دوره کوتاه بیماری درگذشت. او در گورستان پراسپکت هیل در براتلبورو به خاک سپرده شد.

## نگارخانه

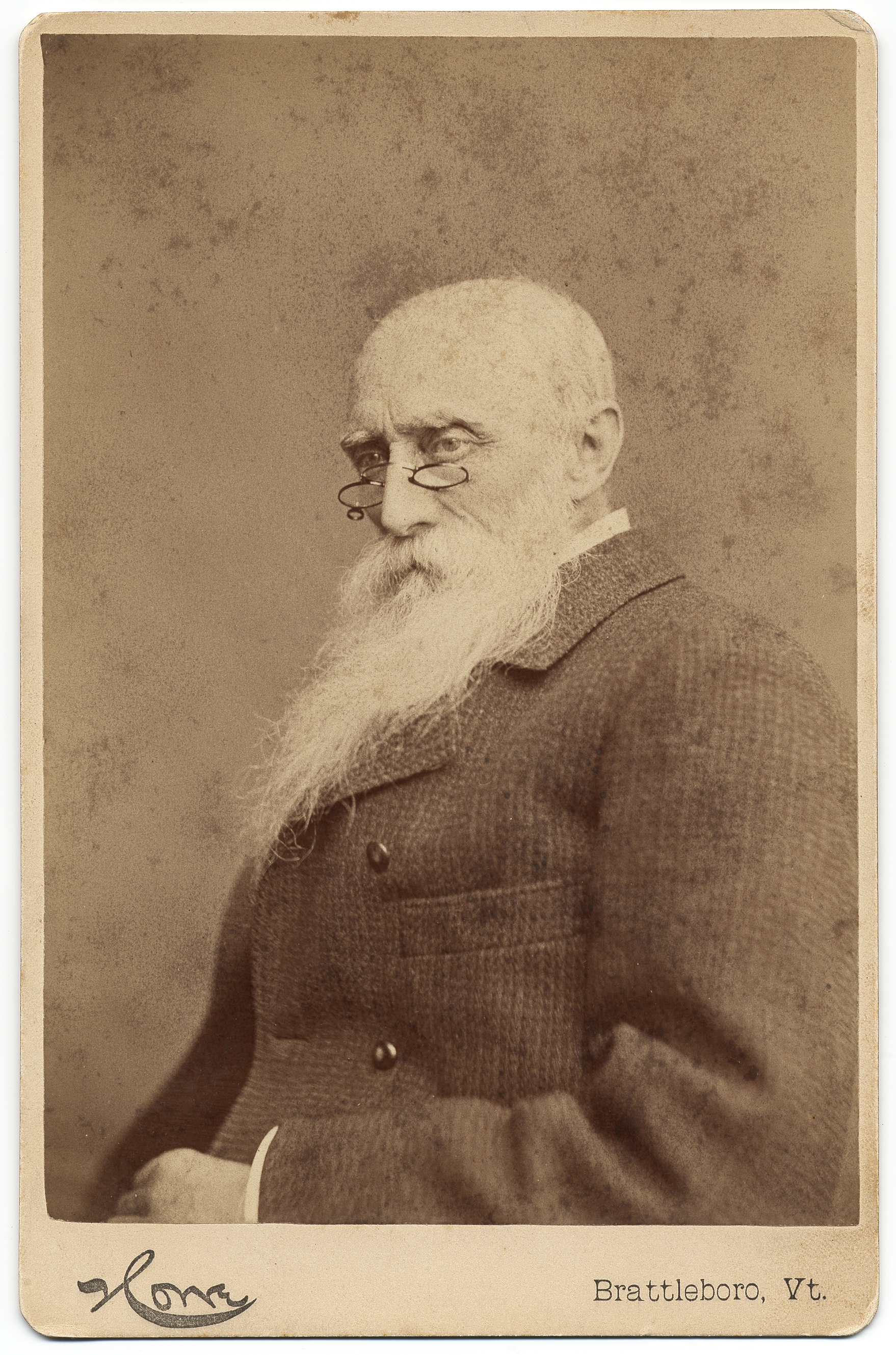
کارت ویزیت ویلیام موریس هانت از استودیوی هاو حدود سال ۱۸۷۹
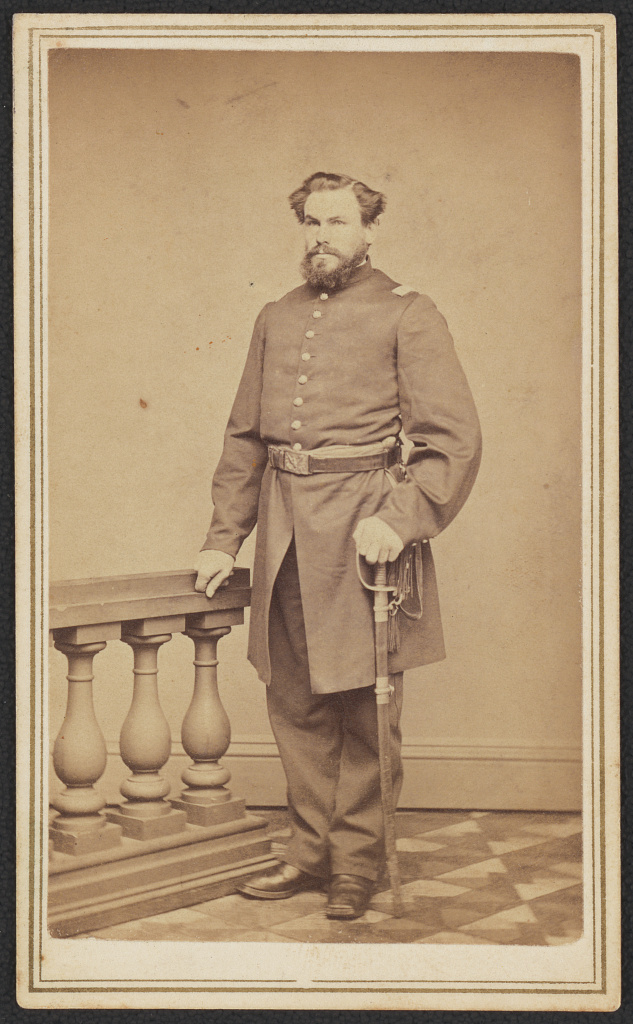
کاپیتان چارلز دوایت مریمن توسط سی. ال. هاو
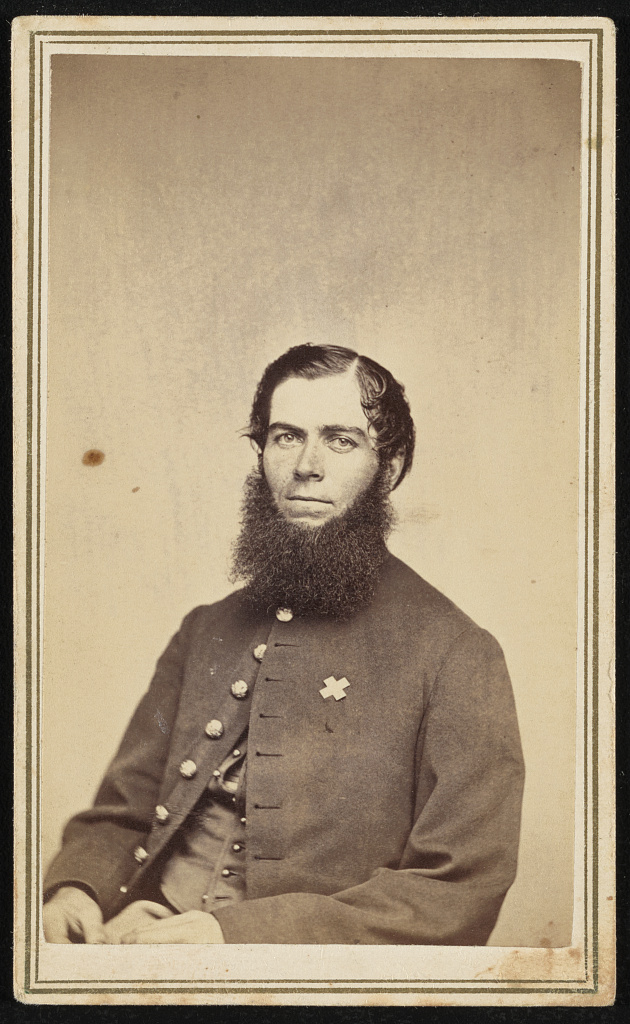
سرباز وظیفه از هنگ پنجم پیاده نظام داوطلب ورمونت، عضو گروهان کی
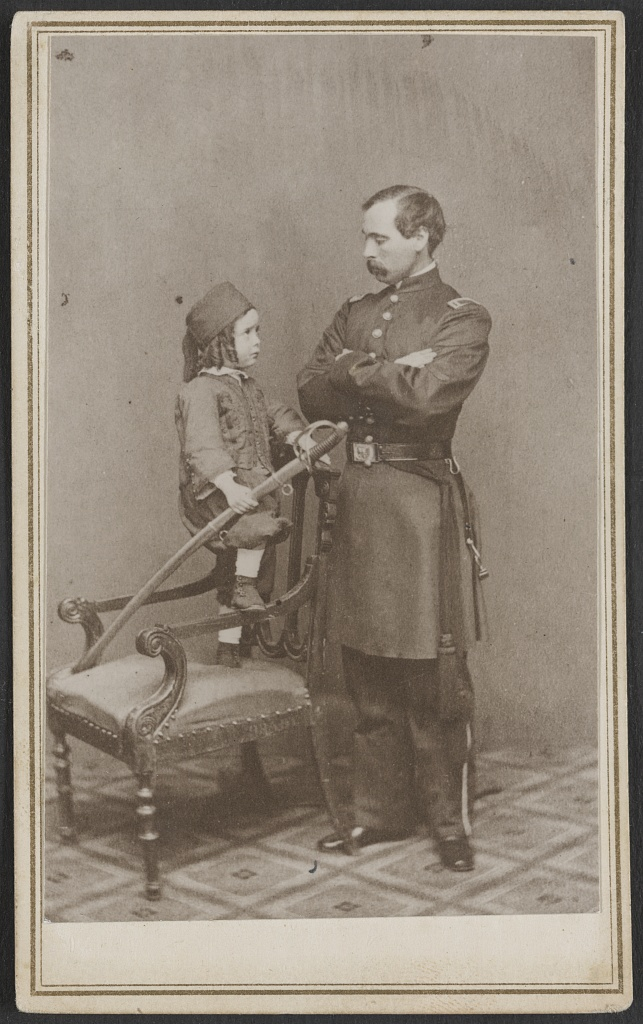
سرباز ناشناس با لباس ستوان یکم ارتش اتحادیه
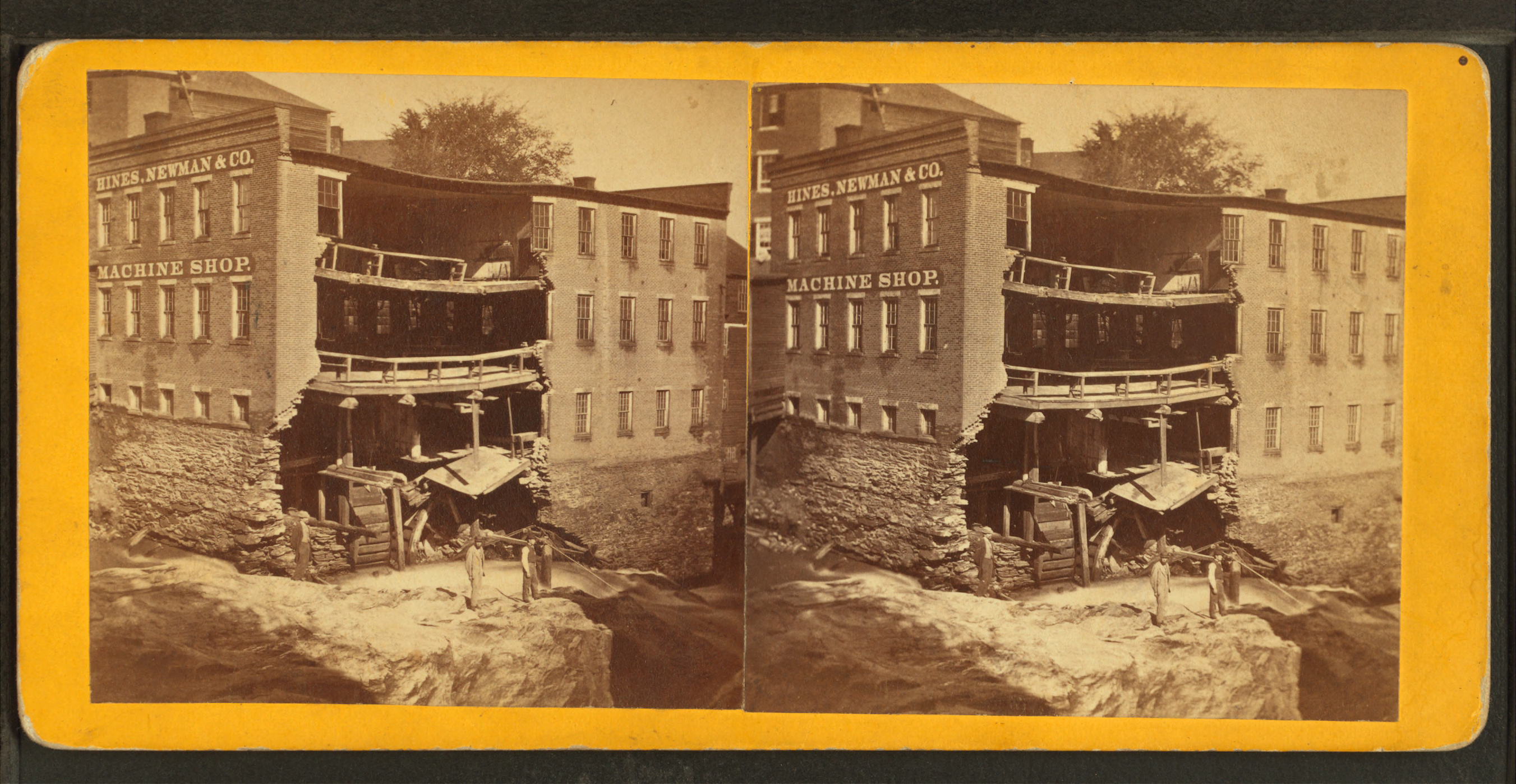
خسارت سیل به کارگاه ماشین‌سازی
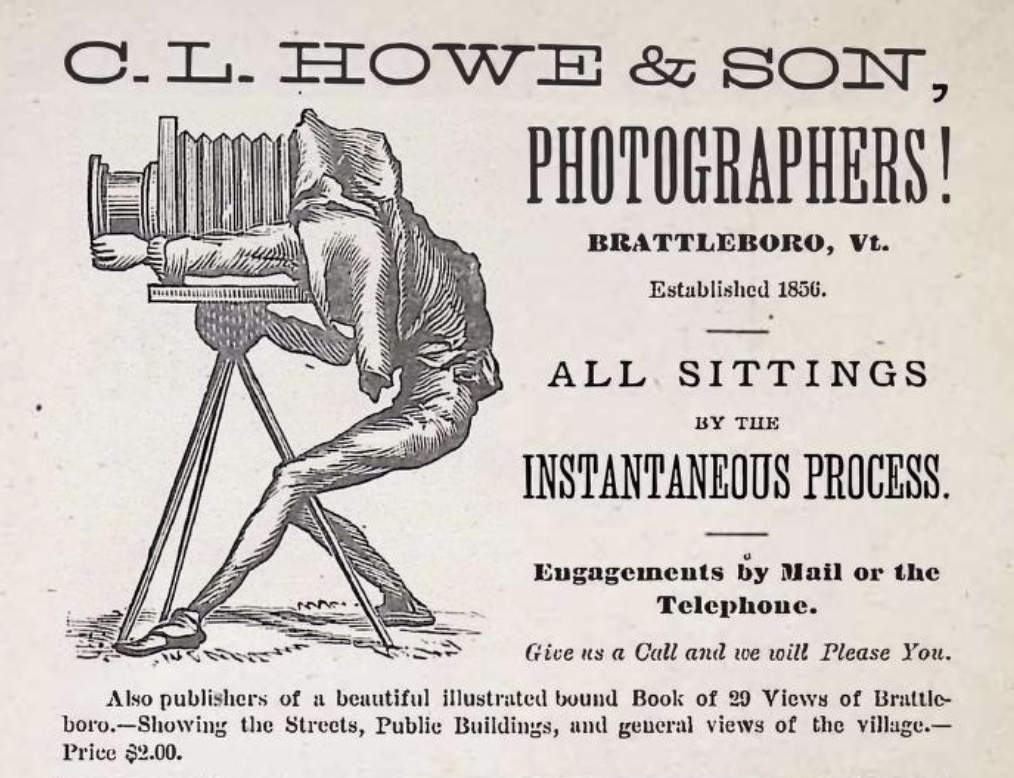
تبلیغ استودیویی هاو و پسر ۱۸۸۵
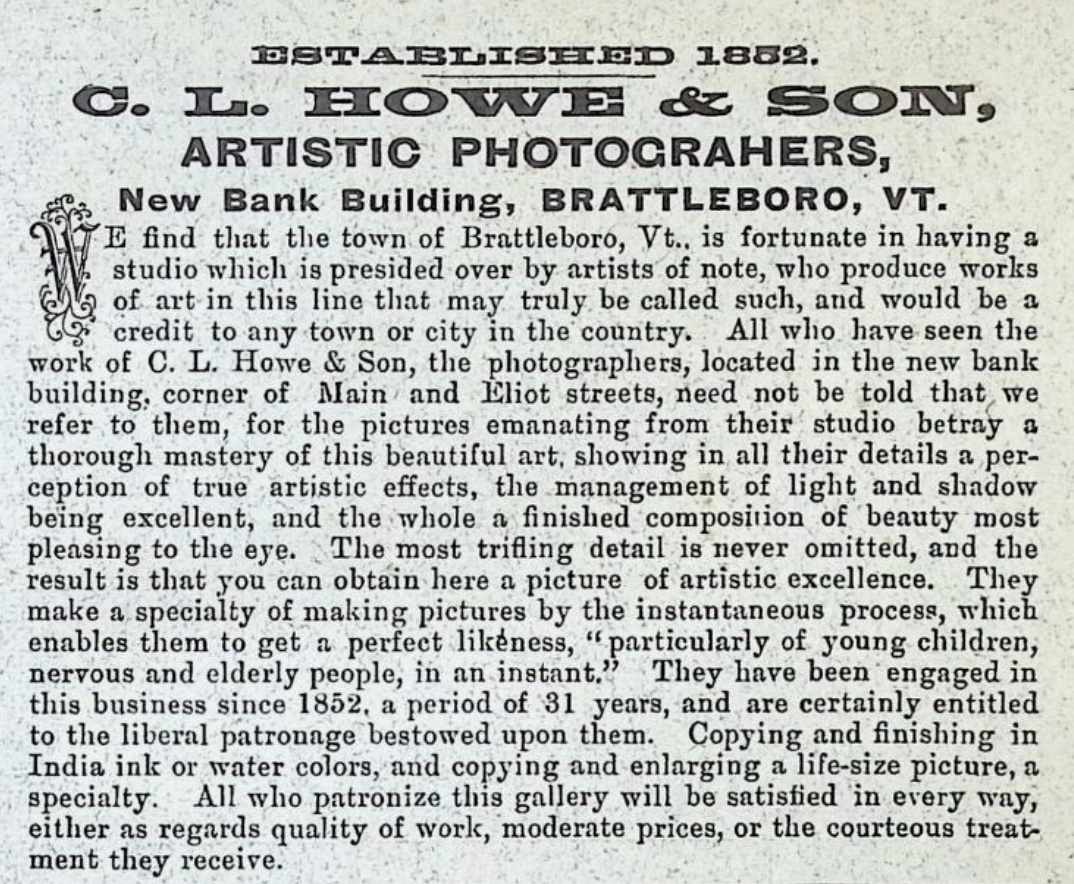
تبلیغ استودیویی هاو و پسر ۱۸۸۳
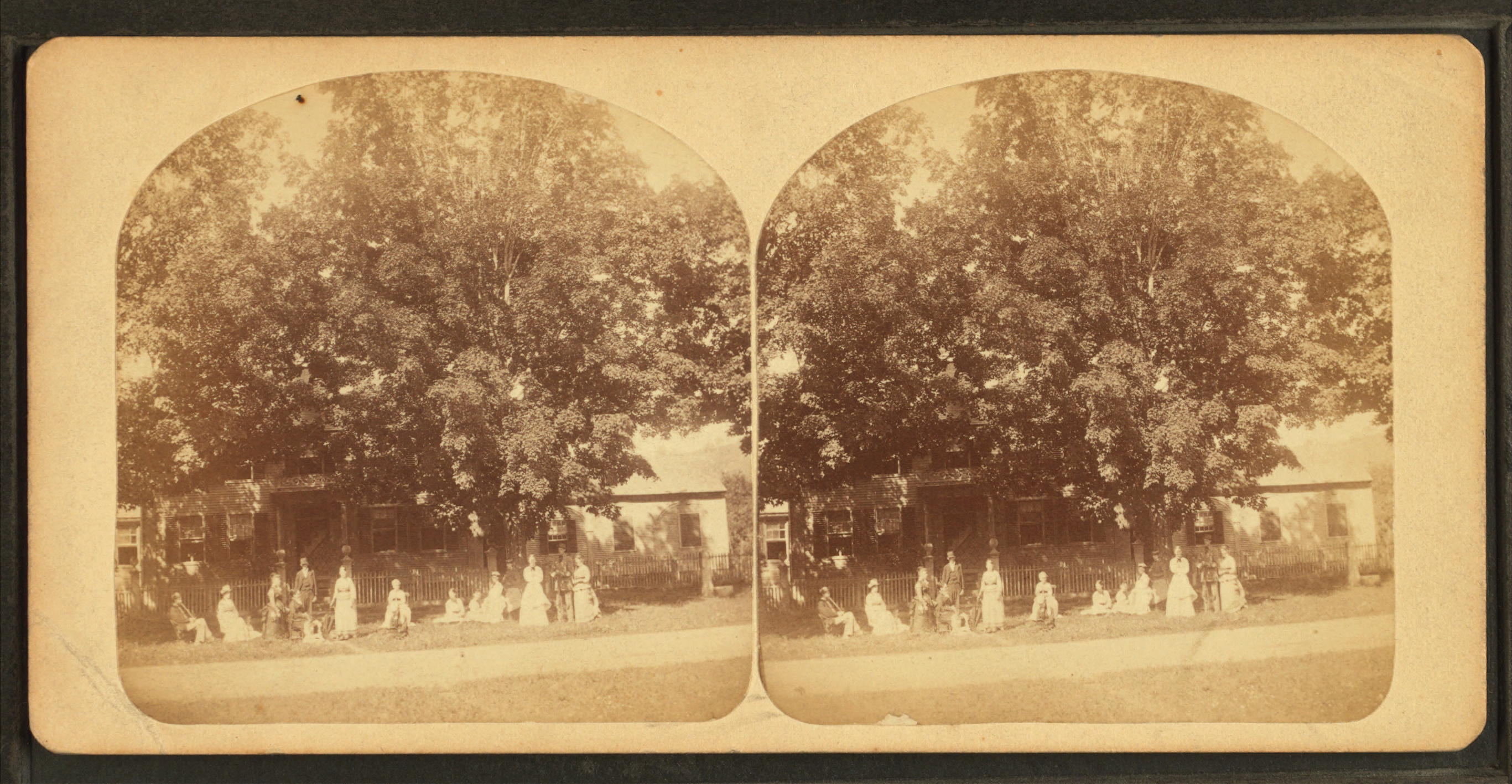
گروهی از زنان در مقابل خانه
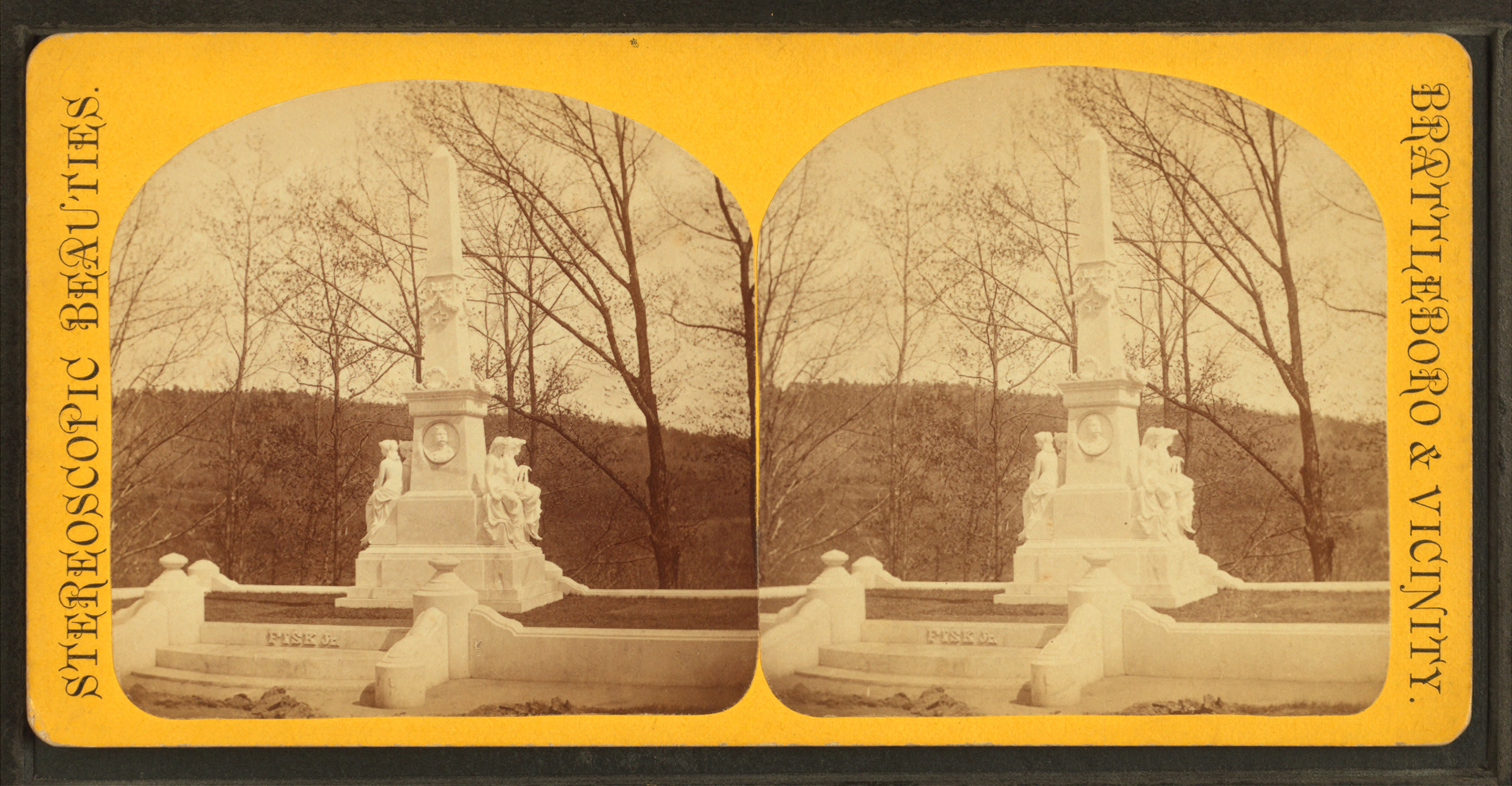
بنای یادبود جیمز فیسک جونیور، گورستان پراسپکت هیل، اثر هاو
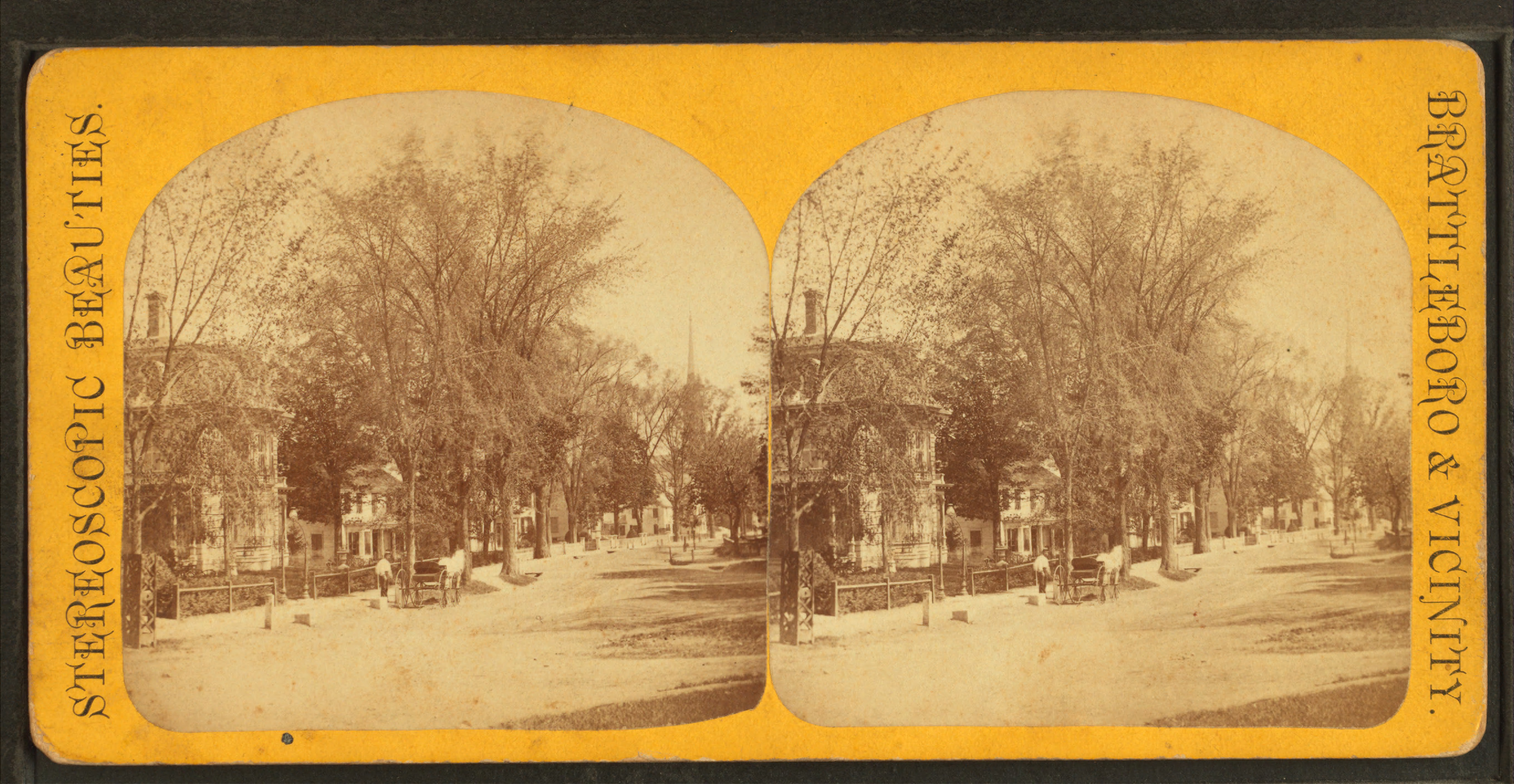
خیابان اصلی از محل سکونت آقای اف. دبلیو. هریس، اثر هاو
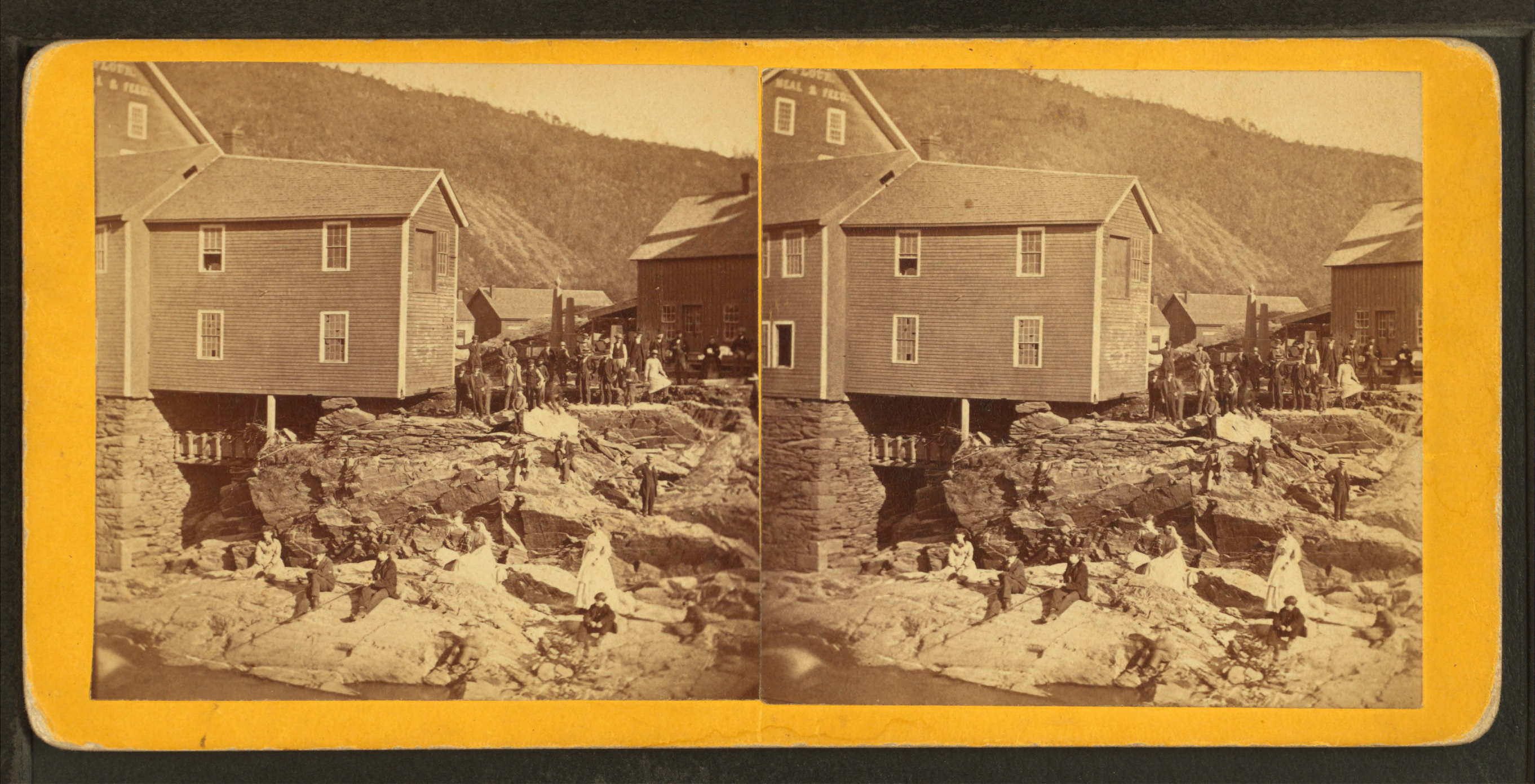
افراد روی صخره‌های نزدیک رودخانه و ساختمان‌های آسیب‌دیده در اثر سیل، اثر هاو
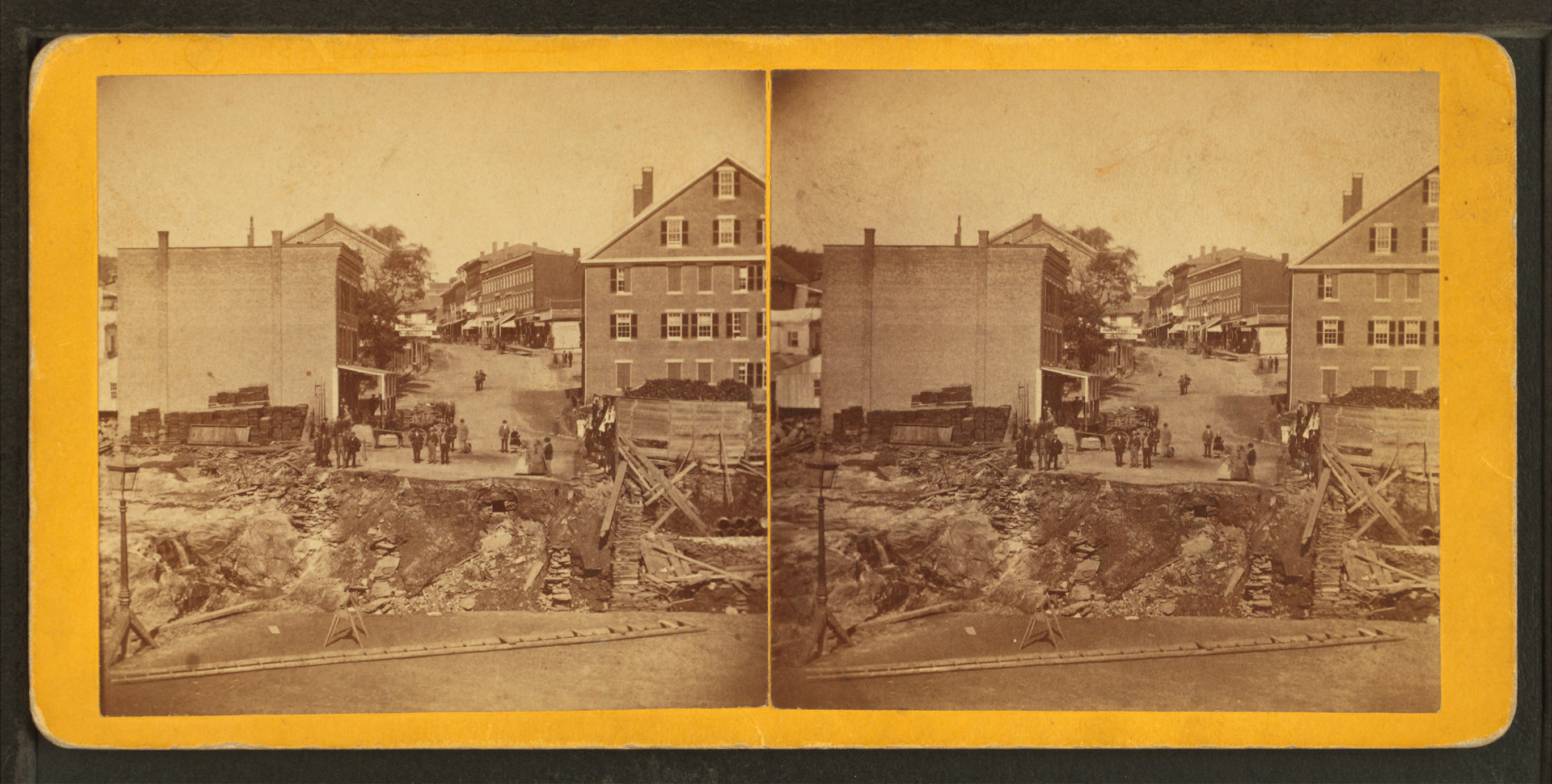
نمای خسارت ظاهراً ناشی از سیل توسط هاو
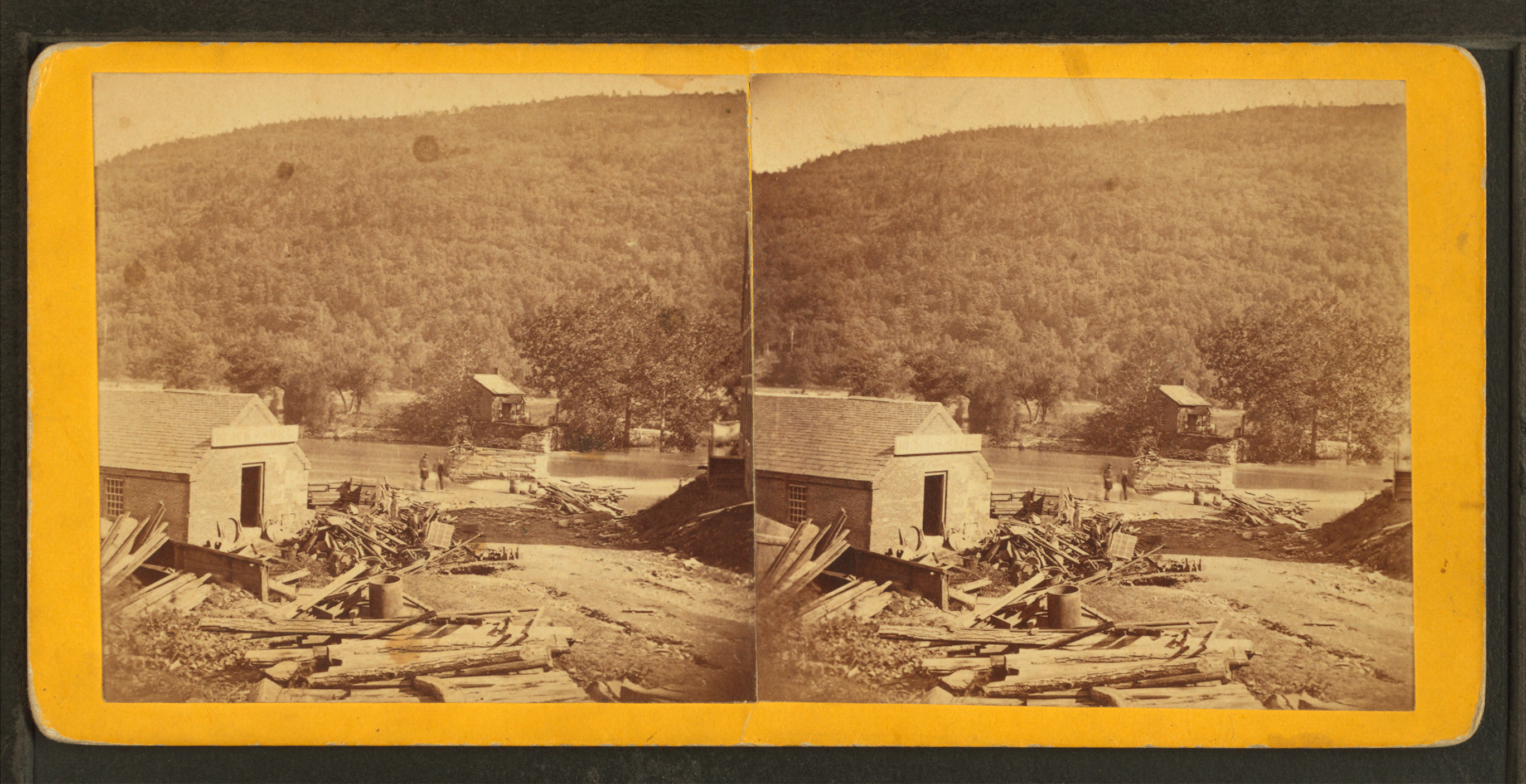
نمایی از آوار ناشی از سیل، اثر هاو، سی. ال.
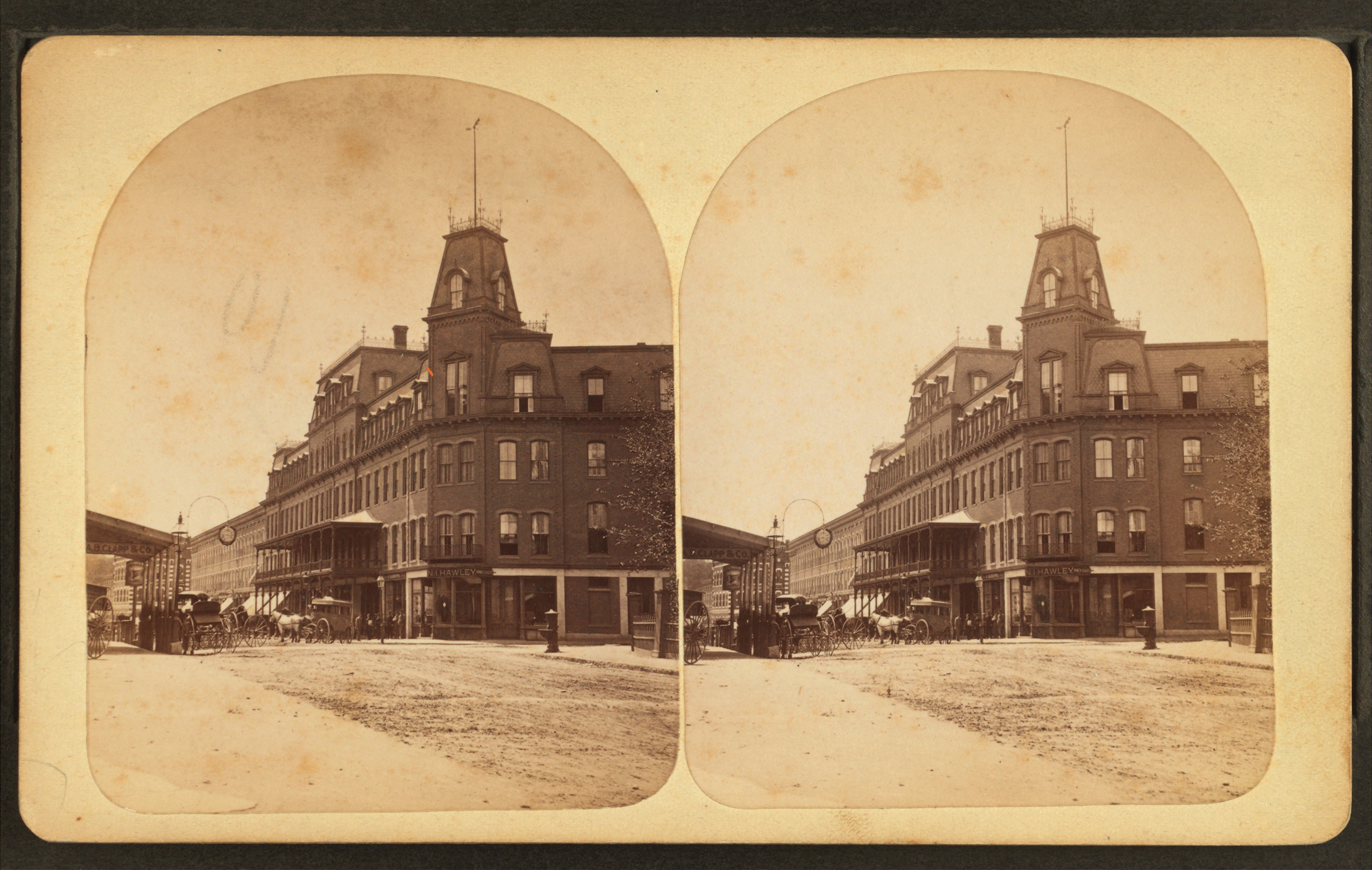
خانه بروکس، اثر سی. ال. هاو و پسر